# Mylène Halemai
Mylène Halemai (* 11. August 2001 in Australien) ist eine französische Tennisspielerin.

## Karriere
Halemai begann mit fünf Jahren das Tennisspielen und bevorzugt Hartplätze. Sie spielt bislang vorrangig Turniere der ITF Women’s World Tennis Tour, wo sie bislang fünf Doppeltitel gewinnen konnte.
Vom französischen Tennisverband erhielt sie 2019 zusammen mit ihrer Partnerin Julie Belgraver für das Damendoppel der French Open eine Wildcard.
Ihr bislang letztes internationale Turnier spielte Halemai im März 2020. Sie wird daher nicht mehr in der Weltrangliste geführt.

## Turniersiege

### Doppel
| Nr. | Datum            | Turnier  | Kategorie   | Belag     | Partnerin          | Finalgegnerinnen                                | Ergebnis          |
| --- | ---------------- | -------- | ----------- | --------- | ------------------ | ----------------------------------------------- | ----------------- |
| 1.  | 21. Juli 2018    | Dijon    | ITF $15.000 | Hartplatz | Émeline Dartron    | Karola Patricia Bejenaru Yana Morderger         | 3:6, 7:61, [10:5] |
| 2.  | 19. Juli 2019    | Dijon    | ITF $15.000 | Hartplatz | Laïa Petretic      | Victoria Kalaitzis Justine Pysson               | 6:4, 6:4          |
| 3.  | 15. Februar 2020 | Monastir | ITF $15.000 | Hartplatz | Manon Léonard      | Ilona Georgiana Ghioroaie Anastassija Pribylowa | 1:6, 6:3, [10:6]  |
| 4.  | 22. Februar 2020 | Monastir | ITF $15.000 | Hartplatz | Julie Belgraver    | Petja Arschinkowa Gergana Topalowa              | 2:6, 6:1, [10:4]  |
| 5.  | 29. Februar 2020 | Monastir | ITF $15.000 | Hartplatz | Andreea Prisăcariu | Petja Arschinkowa Gergana Topalowa              | 6:3, 6:4          |